# We believe in Magic
「We believe in Magic」（ウィ ビリーヴ イン マジック）は、1997年4月23日に発売されたチューリップの通算37枚目のシングル。

## 解説
前作「サボテンの花」からわずか2週間を経て発売された再始動シングル第2弾。セルフカバー・アルバム『We believe in Magic Vol.1』からの2枚目の先行シングル。
チューリップのデビュー曲である「魔法の黄色い靴」を彷彿とさせるギターイントロから始まり、歌詞にも「魔法」が使われるなど、再結成後の最初にリリースされる新曲であることとデビュー曲を重ねるような雰囲気を漂わせている。
MVも制作され、後に発売されたライブ・ビデオおよびライブ・DVDに収録された。TBS系の番組「ブロードキャスター」のエンディング・テーマに採用された。

## 収録曲
全作詞・作曲：財津和夫　編曲：チューリップ
1. We believe in Magic
2. ぼくがつくった愛のうた（いとしのEmily）
「We believe in Magic」と同様に『We believe in Magic Vol.1』からの先行シングルカットでオリジナルと同様に姫野達也がボーカルを務めた。